# ブルーフラッグビーチ

ブルーフラッグビーチ認証マーク

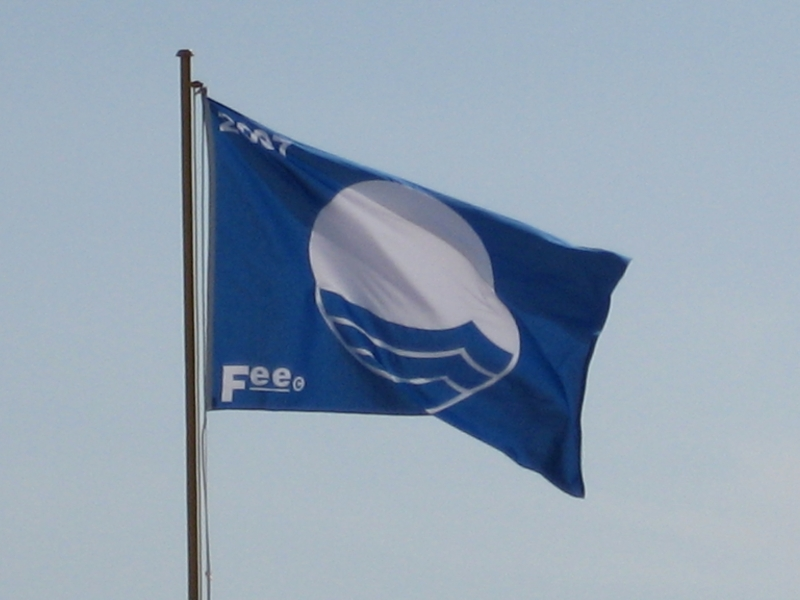
認証マークの旗 2007

ブルーフラッグ（英語：Blue Flag）とは、環境NPO／NGOの国際環境教育基金 (FEE)が「厳しい基準を満たしたビーチ、マリーナ、観光船舶」に対して認証である。

## 概要
ブルーフラッグプログラムは、1985年にフランスで創設され、1987年にはヨーロッパに、2001年には南アフリカが加わり、今日では世界的な展開を行っている。
この認証は、基準を満たしたFEE加盟国のビーチやマリーナ、観光船舶が認証を取得し、北半球では5～6月、南半球では11月1日に授与される。2025年4月現在、世界51か国、5,161か所に発行されている。
認証の基準として、ビーチの場合、水質や環境教育と情報、安全性など4分野33項目の基準が設けられている。車いすなどが使えるユニバーサルビーチであることも重要とされる。

## 日本
日本国内では、2025年4月10日時点で、15か所（ビーチ12か所、マリーナ3か所）がブルーフラッグ認証を取得している。
ブルーフラッグ認証は、日本においては一般社団法人JARTAにより行われている。ブルーフラッグ認証取得までのサポートは一般社団法人日本ブルーフラッグ協会が行っている。
2016年、日本の浜辺がアジアで初めて認定された。
- 福井県高浜町 若狭和田ビーチ[6]
- 神奈川県鎌倉市 由比ヶ浜海水浴場[7]

2019年、2つのビーチが追加認定された。
- 兵庫県神戸市 須磨海水浴場[8]
- 千葉県山武市 本須賀海水浴場[8]

2021年、申請者が民間団体（江の島海水浴場協同組合）としてアジアで初めての認定。
- 神奈川県藤沢市江の島 片瀬西浜・鵠沼海水浴場[9]

2022年、1つのビーチが新たに認定された。また、日本のマリーナがアジアで初めて登録された。
- 神奈川県逗子市 逗子海水浴場[10]
- 神奈川県逗子市 リビエラ逗子マリーナ[10]

2023年、4つのビーチが新たに認定された。なお、宮城県内の3ビーチについては東京電力福島第一原子力発電所のALPS処理水海洋放出が控えていることを踏まえて、海水サンプルの水質が国際原子力機関（IAEA）が定めている国際基準に適合しないと判断した場合は直ちに旗を降ろす条件付きとなった。
- 千葉県勝浦市 興津海水浴場[12]
- 宮城県気仙沼市 小田の浜海水浴場[11]
- 宮城県南三陸町 サンオーレそではま海水浴場[11]
- 宮城県七ヶ浜町 菖蒲田海水浴場[11]

2024年、2つのビーチ、1つのマリーナが新たに認定された。
- 岩手県陸前高田市 高田松原海水浴場(岩手県内初)[13]
- 大阪府貝塚市 二色の浜海水浴場(大阪府内初)[4]
- 神奈川県三浦市 リビエラシーボニアマリーナ

2025年、1つのビーチ、1つのマリーナが新たに認定された。
- 岩手県大槌町 吉里吉里海岸海水浴場
- 滋賀県守山市 ヤンマーサンセットマリーナ（アジア初 湖のマリーナ）